# V583 Возничего
V583 Возничего (лат. V583 Aurigae) — одиночная переменная звезда в созвездии Возничего на расстоянии приблизительно 294 световых лет (около 90,1 парсеков) от Солнца. Видимая звёздная величина звезды — от +11,56m до +11,39m. Возраст звезды оценивается в среднем как около 20 млн лет.

## Характеристики
V583 Возничего — оранжевый карлик, неправильная переменная звезда (IB) спектрального класса K5. Масса — около 0,84 солнечной, радиус — около 0,94 солнечного, светимость — около 0,314 солнечной. Эффективная температура — около 4452 K.